# Ann Urquhart
Ann Urquhart in Lacedelli (Oldham, 12 agosto 1949) è un'ex giocatrice di curling e dirigente sportiva britannica naturalizzata italiana, atleta del Curling Club Olimpia.

## Carriera agonistica

### Nazionale maggiore
Il suo esordio con la nazionale italiana di curling è stato il campionato europeo del 1976, disputato a Berlino Ovest, in Germania Occidentale: in quell'occasione l'Italia si piazzò all'ottavo posto. Con la nazionale assoluta partecipa a 4 campionati mondiali, 14 campionati europei e a 2 World Challenge Round.
Nel 2003 entra nella formazione della nazionale senior con cui ha partecipato a 2 campionati mondiali senior.
In totale Ann vanta 149 presenze in azzurro. Il miglior risultato dell'atleta è la medaglia d'argento ottenuta ai campionati europei del 1982 disputati a Kirkcaldy, in Scozia.

#### Campionato mondiale
- Perth 1980: 5ª
- Perth 1981: 7ª
- Ginevra 1982: 10ª
- Moose Jaw 1983: 9ª

#### Campionato europeo
- Berlino Ovest 1976: 8ª
- Oslo 1977: 7ª
- Aviemore 1978: 9ª
- Varese 1979: 5ª
- Copenaghen 1980: 7ª
- Grindelwald 1981: 10ª
- Kirkcaldy 1982: 2ª
- Copenaghen 1986: 6ª
- Oberstdorf 1987: 12ª
- Perth 1988: 11ª
- Engelberg 1989: 8ª
- Lillehammer 1990: 11ª
- Chamonix 1991: 10ª
- Sundsvall 1994: 13ª

#### World Challenge Round
- Perth 1988: 6ª
- Engelberg 1989: 5ª

### Nazionale senior

#### Campionato mondiale senior
- Winnipeg 2003: 6ª
- Greenacres 2006: 12ª

### Campionati italiani
Ann ha preso parte ai campionati italiani di curling inizialmente con il Curling Club New Wave poi con il Curling Club Olimpia ed è stata molte volte campione d'Italia sia nel campionato assoluto, sia nel campionato master.

## Incarichi sociali e sportivi
Ann è stata inoltre presidente del Curling Club Olimpia e dell'Associazione Curling Cortina, l'organizzazione che riunisce e rappresenta i sei club di Cortina d'Ampezzo.

## Altro
Ann è madre dell'olimpionica Giulia Lacedelli